# 賽夏語

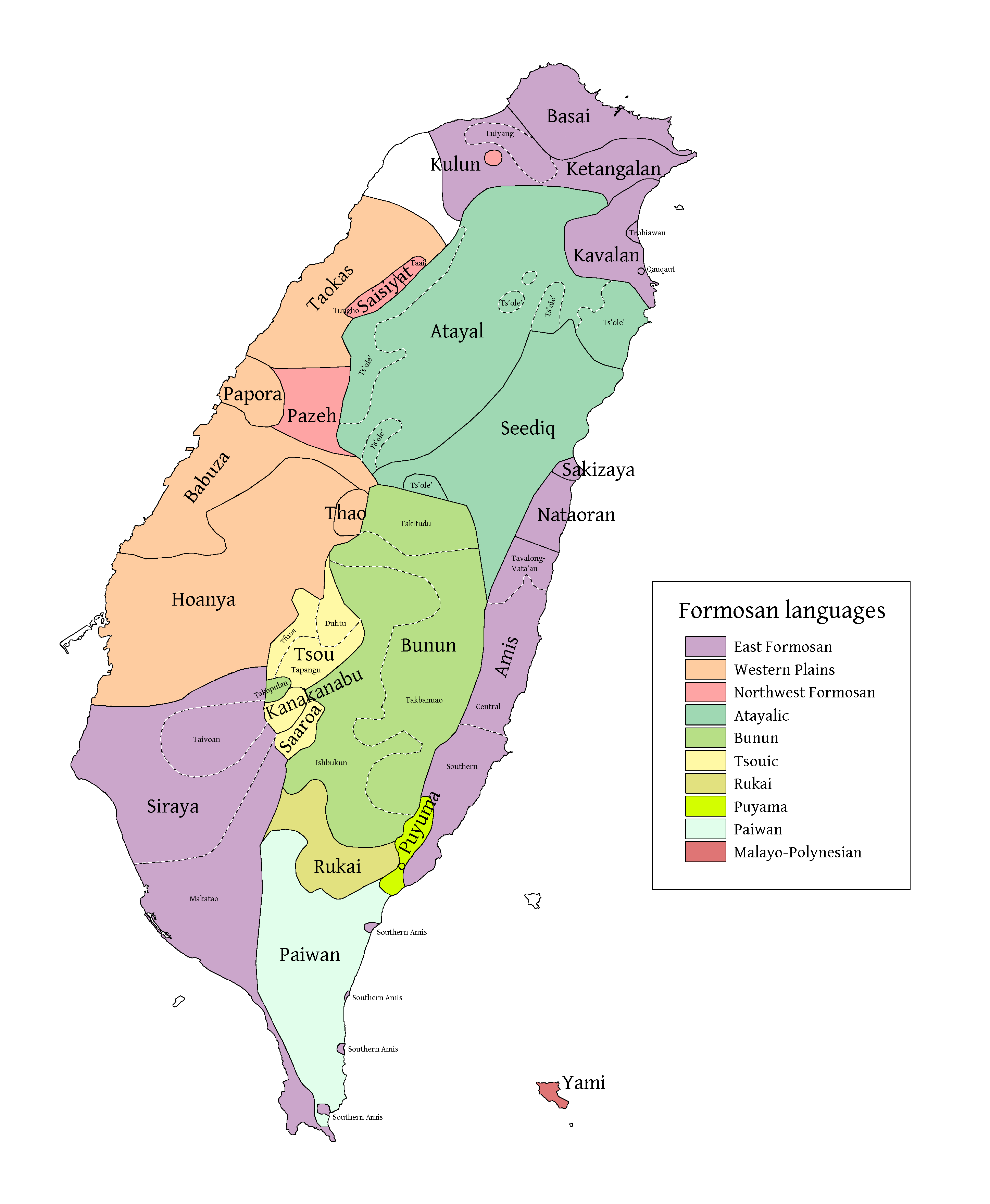
漢人遷台之前的台灣南島語言分布圖(按 Blust, 1999).東台灣"蘭嶼島(深紅色)表示為使用馬來-玻里尼西亞語族巴丹語群達悟語的區域.

賽夏語（SaySiyat）為台灣原住民賽夏族所使用的語言。亦為台灣南島語言之一種，屬於原始南島語系的次語群。亦歸類為北台灣南島語族，和泰雅語同列、與巴宰語並列。於2002年統計、賽夏語言人口大約有 4,750 人。

## 分佈區域
賽夏語的分佈區域不大，位於於新竹及苗栗靠山地區、介於客家话與泰雅語之間的山區（新竹縣五峰鄉、苗栗縣南鄉）。
賽夏語分為兩個主要的方言分支。
1. 大隘 (Ta'ai)
2. 東河 (Tungho)

另外已滅絕的龜崙語，在詞彙上非常接近賽夏語。不過李壬癸院士認為二者仍是不同的語言。

## 語言發展
到今天，一千多人的賽夏族人並不常用賽夏語，大多族人使用客語或泰雅語為民族通用語。比如許多賽夏族年輕人使用客語或泰雅語來替代，只有一些孩童會用賽夏話。客家人、泰雅族，以及賽夏族所居住的地區多少都有些重疊。許多賽夏人能夠使用賽夏語、客家語、泰雅語，而且有時候也會使用臺語。賽夏人會與客家人或泰雅人通婚，不過後代說客語或泰雅語的人數多一些。賽夏話雖為瀕危語言，不過相對上使用的人還是比較多。

## 語音系統
賽夏語音系（SaySiyat phonology）為賽夏語之音系，其音系之音位大都使用適當的Unicode符號來標示。在台灣南島語的書寫系統的訂定上，元輔音之音系表原則上都是先「發音部位」（橫列）、後「發音方法」（縱列）、再考量「清濁音」，來訂定其音系之音位架構。

## 文法
在文法的分類上台灣南島語並不同於一般的分析語或其它综合语裡的動詞、名詞、形容詞、介詞和副詞等之基本詞類分類。比如台灣南島語裡普遍沒有副詞，而副詞的概念一般以動詞方式呈現、可稱之為「副動詞」，類之於俄语裡的副動詞。賽夏語文法分類是將基礎的文法之詞類、詞綴、字詞結構及分類法，對比分析語等之詞類分類法加以條析判別。

## 外部連結
- 賽夏語在《民族語》的連結
- 賽夏語教材1-9階(教育部--行政院原住民委員會)
- 中央研究院南島語數位典藏
- 台灣南島語言的奧秘 （页面存档备份，存于）
- 公共電視_知識的饗宴-第十九集 台灣南島語言的奧秘 （页面存档备份，存于）
- 原住民族族語線上詞典 （页面存档备份，存于）